# Бар, Крис
Кристофер (Крис) Курт Бар (родился 3 февраля 1953 года в Стейт Колледж, Пенсильвания) — профессиональный игрок в американский футбол и соккер. Он был плейскикером в Национальной футбольной лиге и полузащитником в Североамериканской футбольной лиге.

## Ранние годы
Крис является сыном Уолтера Бара, члена Национального футбольного Зала славы. Его мать, Дэвис Энн, была чемпионкой Темпльского университета по плаванию и преподавателем физкультуры в Университете штата Пенсильвания. У Криса было два брата и сестра.
До поступления в колледж Бар учился в средней школе Нешамини в Лангхорне, Пенсильвания.

## Колледж
Бар посещал Университет штата Пенсильвания, где трижды получал звание Всеамериканского спортсмена в соккере и один раз в футболе. Он сыграл важную роль в успехе «Ниттани Лайонс» в 1975 году, в том числе забил четыре полевых гола более чем с 50 ярдов. В среднем он бил ногой с 39 ярдов. Бар окончил университет в 1975 году со степенью бакалавра наук в области биологии. Затем он получил степень доктора юридических наук в Юго-Западном университете права, который окончил заочно, так как играл на то время за «Окленд Рэйдерс».

## Соккер
В 1975 году Бар подписал контракт с «Филадельфия Атомс» из Североамериканской футбольной лиги. В своём дебютном сезоне он произвёл на публику непосредственное впечатление, став лучшим бомбардиром NASL без учёта легионеров. Он забил 11 голов, в том числе сделал два дубля и четыре победных гола. Бар также забил первый гол за «Атомс» в матчах против «Нью-Йорк Космос» перед 20124 зрителями на Стадионе ветеранов. В 1975 году он был признан Новичком года NASL. Бар сыграл 22 матча за «Атомс», забив 11 голов перед окончательным переходом в американский футбол.
В 1976 году Бар также представлял сборную США. Он забил оба гола за команду в победном матче против Бермуд в отборочном туре XXI Олимпийских игр в Монреале, Канада.

## Американский футбол
После четырёх сезонов с «Цинциннати Бенгалс» Бар стал плейскикером «Окленд Рэйдерс». Он является вторым в истории «Рэйдерс» по набранным очкам (817), а его 162 гола за карьеру были рекордом «Рэйдерс» до 2007 года, когда его превзошёл Себастьян Яниковски. Бар участвовал в двух победных для «Рэйдерс» Супербоулах (1981 и 1984). Возможно, пик его профессиональной карьеры пришёлся на 1983 год, когда он достиг результата в 78 % голов. Он закончил свою карьеру в 1989 году на мажорной ноте, забив 17 голов и заработав 29 очков после тачдауна за «Сан-Диего Чарджерс».
Он был зачислен в команду «Всех новичков» 1976 года и в команду лучших игроков Американской футбольной конференции от «Sporting News» 1977 года.

## Личная жизнь
Его брат Кейси Бар также получал звание Всеамериканского спортсмена, играл в соккер на профессиональном и был членом олимпийской футбольной команды США 1972 года. Его младший брат, Мэтт Бар профессионально играл в американский футбол и был также выдающимся плейскикером НФЛ. Сестра Дэвис Энн Бар была Всеамериканской гимнасткой в Университете штата Пенсильвания.
Бар проводит ежегодные собрания «Крис Бар Кикинг», 3-дневные курсы для студентов 7—12 классов в колледже Франклина и Маршалла, Ланкастер (Пенсильвания).
После окончания карьеры в НФЛ Бар занимался юридической практикой в Калифорнии и Пенсильвании. В настоящее время он является финансовым консультантом, управляет активами профессиональных спортсменов для «ProVest Management Group» в Колумбусе (Огайо). Он живёт в Боалсбурге, штат Пенсильвания с женой Евой, корпоративным юристом, и двумя детьми.
Сын Криса Бара, Сиджей, был плейскикером команды Университета Слиппери Рок.